# Aleochara ichikawai
Aleochara ichikawai (лат.) — вид коротконадкрылых жуков из подсемейства Aleocharinae.
Первый мирмекофильный представитель рода Aleochara.

## Распространение
Дальний Восток России и Япония.

## Описание
Мелкие коротконадкрылые жуки. У вида обнаружена первая для рода мирмекофильная связь: вид Aleochara (Xenochara) ichikawai найден в гнёздах вида муравьёв из группы Lasius fuliginosus на Дальнем Востоке России и в Японии. Усики 11-члениковые. Передние, средние и задние лапки 5-члениковые (формула 5-5-5). Вид был впервые описан в 2025 году. Хотя первоначально он был ошибочно идентифицирован как европейский вид Aleochara fumata Gravenhorst, 1802. Новый вид демонстрирует тесную экологическую связь с муравьями, но не имеет отчётливых морфологических адаптаций к мирмекофилии. Его открытие свидетельствует о множественных независимых источниках возникновения ассоциации муравьёв в пределах подсемейства Aleocharinae. Группа видов муравьёв Lasius fuliginosus рассматривается как потенциальный фактор таких эволюционных переходов. Aleochara ichikawai включён в состав подрода Xenochara.